# Aaron Pitchkolan
Aaron Pitchkolan (nacido el 14 de marzo de 1983 en Aurora, Colorado, Estados Unidos) es un futbolista estadounidense que actualmente juega como defensa para el Minnesota United de la Major League Soccer de Estados Unidos.

## Trayectoria
| Período   | Club                     |
| --------- | ------------------------ |
| 2001      | Tampa Bay University     |
| 2002-2004 | West Virginia University |

| Período   | Club                    | Partidos (goles) |
| --------- | ----------------------- | ---------------- |
| 2004      | Boulders Rapids Reserve | 19 (2)           |
| 2005-2009 | FC Dallas               | 67 (5)           |
| 2009      | San Jose Earthquakes    | 9 (0)            |
| 2010      | Rochester Rhinos        | 25 (3)           |
| 2011      | Puerto Rico Islanders   | 27 (3)           |
| 2012      | San Antonio Scorpions   | 23 (2)           |
| 2013-     | Minnesota United        | 72 (5)           |